# Distrito electoral de Greenwood (condado de Cass, Nebraska)
Greenwood (en inglés: Greenwood Precinct) es un distrito electoral ubicado en el condado de Cass en el estado estadounidense de Nebraska. En el Censo de 2010 tenía una población de 470 habitantes y una densidad poblacional de 5,15 personas por km².

## Geografía
Greenwood se encuentra ubicado en las coordenadas 40°54′41″N 96°24′8″O / 40.91139, -96.40222. Según la Oficina del Censo de los Estados Unidos, Greenwood tiene una superficie total de 91.34 km², de la cual 91.25 km² corresponden a tierra firme y (0.1%) 0.09 km² es agua.

## Demografía
Según el censo de 2010, había 470 personas residiendo en Greenwood. La densidad de población era de 5,15 hab./km². De los 470 habitantes, Greenwood estaba compuesto por el 95.11% blancos, el 0.64% eran afroamericanos, el 1.49% eran amerindios, el 1.28% eran asiáticos, el 0% eran isleños del Pacífico, el 0% eran de otras razas y el 1.49% pertenecían a dos o más razas. Del total de la población el 0.64% eran hispanos o latinos de cualquier raza.